# Creu de la Santa Missió de Sant Ramon
La Creu de la Santa Missió de Sant Ramon és una creu de terme monumental de la vila de Sant Ramon (Segarra) inclosa en l'Inventari del Patrimoni Arquitectònic de Catalunya.

## Descripció

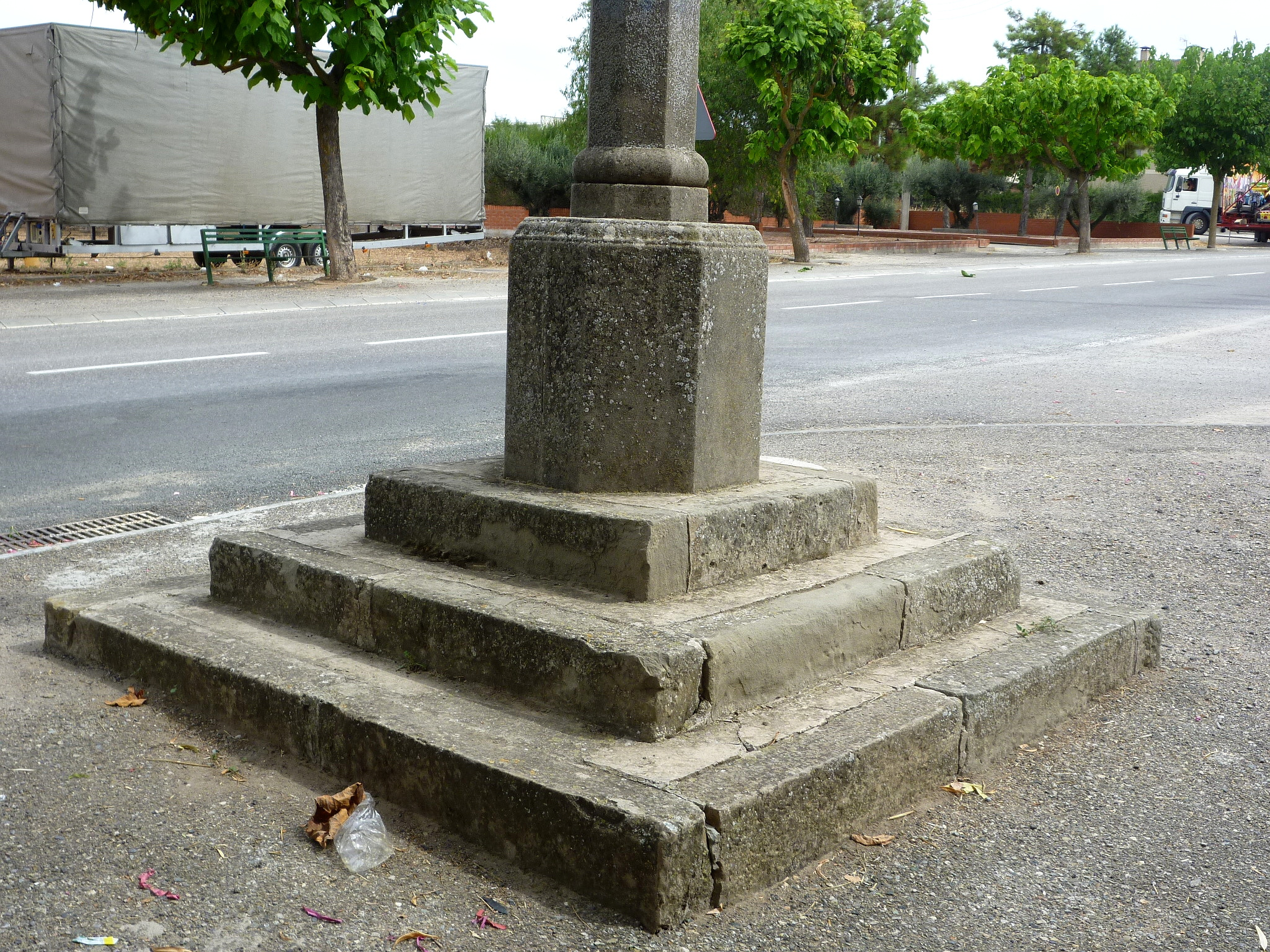
Basament de la creu

Creu situada prop de la sortida del claustre del Convent de Sant Ramon que ens recorda la celebració de la Santa Missió.
Està formada per una triple graonada, sobre la qual s'alça el basament de planta octogonal, amb un petit rebaix a cada extrem. Tant el fust com el capitell superior també són de planta octogonal, i a la part central del capitell, en una franja que sobressurt i l'envolta, apareix un baix relleu amb la següent inscripció: "SANTA MISSIÓ 1951". La creu pròpiament dita, situada al capdamunt, està realitzada amb una sola peça i únicament presenta una lleu decoració als extrems dels brancals.

## Història
Durant la setmana que duraven les prèdiques fetes per Predicadors vinguts de fora, que utilitzaven aquest acte per reafirmar la fe dels habitants d'un municipi, l'església del Convent estava plena de feligresos. El diumenge, el dia que finalitzaven, tenia lloc una solemne missa amb penitència i Comunió general, després la gent es reunia davant l'església de la Manresana on es cremava el dimoni, un diable fet de draps i palla amb banyes de coet que explotaven.